# Punisher 2099
Punisher 2099 es una serie de cómics estadounidense publicado por la editorial Marvel Comics, bajo su sello Marvel 2099. Se publicó a principios de la década de 1990 y que contó principalmente con guiones de Pat Mills, Tony Skinner y Chuck Dixon y dibujos de Tom Morgan.
En esta colección, Jake Gallows, un agente de una agencia privada de seguridad,  tras el asesinato impune de su familia a manos del hijo de un director corporativo, adopta la identidad secreta de Punisher y se dedica al margen de la ley a apresar e incluso a ejecutar delincuentes.
La serie, ambientada en la ciudad de Nueva York en el año 2099, muestra una sociedad distópica donde la seguridad está en manos de agencias privadas que sólo protegen a quienes pueden pagar sus servicios y los representantes del sistema legal no tienen ni medios ni voluntad de acabar con la delincuencia. Cabe destacar que durante su publicación, junto con series como Spider-Man 2099, Ravage 2099 y Doom 2099, se comercializaba como el futuro oficial del Universo Marvel, aunque ahora se consideran historias sucedidas en un mundo paralelo conocido como Tierra-928.

## Publicación
La serie salió originalmente publicada en Estados Unidos desde febrero de 1993 hasta noviembre de 1995, contando con un total de 34 números.

### España
La  editorial Cómics Fórum, filial de Planeta DeAgostini, publicó inicialmente una serie mensual limitada de doce números desde febrero de 1994 a enero de 1995 donde se incluyeron los 12 primeros números de la serie original. En enero de 1995 se incluyeron en un tomo de periodicidad mensual llamado Marvel 2099 junto con las aventuras de Spiderman 2099, Ravage 2099 y Doom 2099, desde el número 14 donde siguieron publicándose hasta el cierre de esta colección en el número 14, que incluía el número 27 de la edición estadounidense. El número 13 de la edición original  vio la luz en España en diciembre de 1994, dentro del número 6 de la serie limitada titulada La Caída del Martillo.
Los últimos números de la edición estadounidense quedaron inéditos en el país.

### Marvel Knights
Con el mismo título, Punisher 2099, la editorial Marvel comercializó un cómic dentro de su sello editorial Marvel Knights en el que a través de un solo número, narraba otra historia distinta y con otros protagonistas, ambientado también en el año 2099 pero en una realidad distinta.

## Trama

### Origen
Jake Gallows es un agente de la empresa de seguridad privada Ojo Público (Public Eye, en el original) que pasea apaciblemente con su madre, hermano y cuñada cuando son asaltados por una banda callejera. Su líder, Kron Stone, asesina a su familia, dejando a Jake malherido. Mientras se recupera de sus heridas, Jake comprueba horrorizado cómo Kron, al ser hijo de Tyler Stone, directivo de la corporación Alchemax, queda libre de los cargos y queda en libertad. Con la ayuda de su compañero de trabajo, Matt Axel, Jake reúne un arsenal y emplea su dinero en transformar el sótano de su casa en una cárcel donde encerrar e incluso ejecutar delincuentes. Inspirado por El diario de guerra del Castigador, robado de los archivos del Ojo Público, Gallows adopta la identidad secreta de Punisher y emplea sus esfuerzos en proteger a los inocentes que no pueden comprar su seguridad y acabar con la delincuencia de la ciudad.

## El personaje de Punisher

### Descripción
Jake Gallows es un hombre alto de complexión atlética, pelo negro y ojos azules.
Como Punisher lleva un traje azul con hombreras y rodilleras rojas, con el diseño de una calavera estilizada en el torso.

### Habilidades y armamento
- Ha sido adiestrado como agente del Ojo Público en combate cuerpo a cuerpo y con armas de fuego.

- Como Punisher, emplea: una armadura, una pistola Magnum cal 54 Smith & Wesson 2015 antiguo; una pistola Pacificador Stark Fujikawa  cal. 48; granadas de largo alcance; bate de energía de densidad ajustable; botas de puntera turbo; cañón de plasma; traje programable con secuencias de combate de artes marciales.[1]

- Además, es capaz de interferir las grabaciones de las cámaras de vigilancia del Ojo Público de tal forma que cada vez que actúa como Punisher su rostro aparece pixelado formando el dibujo de una calavera.